# چونگه
چونگه (به مجاری:  Csönge) یک شهرداری در مجارستان است که در واش واقع شده‌است. چونگه ۲۵٫۲۷ کیلومتر مربع مساحت و ۴۱۳ نفر جمعیت دارد.